# Afroamerikanische Musik
Afroamerikanische Musik ist eine Sammelbezeichnung für diejenigen Musikkulturen Süd-, Nord- und Mittelamerikas einschließlich der Karibik, die stark von der traditionellen afrikanischen Musik beeinflusst worden sind. Die Geschichte dieser Musikkulturen ist eng mit der Geschichte der Sklaverei und dem atlantischen Dreieckshandel seit dem 16. Jahrhundert verknüpft. Der Begriff „Afroamerikanische Musik“ wird auch für Black Music (deutsch auch: Schwarze Musik) insbesondere der Vereinigten Staaten benutzt und in diesem engeren Sinne von der afrolateinamerikanischen Musik unterschieden.

## Gemeinsame Merkmale aller afroamerikanischen Musikstile
Besondere, aus der afrikanischen Musiktradition stammenden Merkmale der afroamerikanischen Musik sind: Frage- und Antwortmotive, starke Betonung der Perkussion, Polyrhythmik und Polyphonie, Synkopierungen, Akkordfortschreitung und Improvisationen. Letztere können jeden Teilaspekt der Musik betreffen, sei es Struktur, Melodie, Harmonie oder Rhythmus.
Im Gesang sind Effekte mit dem Gaumenlaut, hineingerufener Gesang während des Stückes, Fistelstimme, Blue Note und Afro-Melismas typisch. In Brasilien, Kuba und anderen lateinamerikanischen Ländern sind originäre afrikanische Musikinstrumente (meistens Trommeln), Lieder in der westafrikanischen Sprache Yoruba und der Bezug zu den afroamerikanischen Religionen häufig. Diese Traditionen wurden in den Vereinigten Staaten unterdrückt und rissen dort ab.

## Nordamerika
Die für die Arbeit auf den Baumwollfeldern von Afrika nach Amerika verschleppten Sklaven vermischten ihre Musiktraditionen mit Polka, Walzer und anderen europäischen Musikstilen. Aus den Sprechgesängen auf den Baumwollfeldern (Call & Response) entwickelte sich zu Beginn des 20. Jahrhunderts der Blues, der zunächst nur in den Südstaaten beheimatet war. Mit der Abwanderung vieler Afroamerikaner aus dem ländlichen Süden in den industrialisierten Norden (Chicago, Detroit …) und der sich hier entwickelnden elektrischen Verstärkung der Musik, entstand die Stilrichtung des Chicago-Blues. Aus diesem entwickelte sich in den 40er Jahren der Rhythm ’n’ Blues, der vornehmlich von weißen Musikern adaptiert zum Rock ’n’ Roll wurde. Die Weiterentwicklung dieser Musik führte zum Rock, Hard Rock, Punk, Grunge, Metal usw.
Der europäische Einfluss in der Gegend um New Orleans und dessen Vermischung mit dem ursprünglichen Blues führte zur Entstehung des Jazz.
Und der Einfluss der afroamerikanischen Kirchen-Musik bei der Verschmelzung mit dem Blues war die Geburtsstunde des Soul und damit von Disco, Funk, HipHop und anderen modernen Musikstilen.
Somit ist die ursprüngliche afroamerikanische Musik in Nordamerika die Wiege großer Teile der Musik der letzten 100 Jahre.
Zur afroamerikanischen Musik gehören folgende Musikstile:
- Worksong
- Spiritual
- Gospel
- Blues
- Jazz (in den meisten seiner zahlreichen Spielarten)
- Rhythm & Blues
- Rock & Roll
- Soul
- Funk
- Hip-Hop
- Contemporary R&B
- House
- Zydeco

## Mittel- und Südamerika
Die Musikstile der Karibik wurzeln fast alle in afrikanischen Traditionen. Besonders die kubanische, haitianische und jamaikanische Musik ist hier von besonderer Bedeutung. Auf dem mittelamerikanischen Festland spielt das afrikanische Musikerbe dagegen im Vergleich zu dem der Indios eine eher geringe Rolle. Nennenswerte afrikanischstämmige Anteile an der Bevölkerung haben hier nur Panama, Costa Rica und Belize.
In Südamerika steht besonders die brasilianische Musik in afrikanischer Tradition. Daneben ist die Musik Guyanas, Surinames, Französisch-Guayana, Venezuelas und Kolumbiens in stärkerem Maße von afrikanischen Musiktraditionen beeinflusst. Geringer ausgeprägt ist das afrikanische Erbe in der Musik Uruguays, Boliviens und Perus. Im restlichen Südamerika war der Einsatz afrikanischer Sklaven wenig verbreitet, so dass der Bevölkerungsanteil ihrer Nachfahren hier sehr gering ist und deshalb auch der afrikanische Einfluss etwa auf die argentinische Musik marginal.